# Marguerite d'Écosse (1261-1283)
Pour les articles homonymes, voir Marguerite d'Écosse.
Marguerite d'Écosse, née le 28 février 1261 au château de Windsor et morte le 9 avril 1283, est la fille du roi Alexandre III d'Écosse et de Marguerite d'Angleterre. Mariée en 1281 avec le roi Éric II de Norvège, elle est reine de Norvège de 1281 à 1283.

## Biographie
La princesse Marguerite d'Écosse, fille du roi Alexandre III d'Écosse, vient en Norvège à l'âge de 20 ans pour épouser le jeune roi  Eirik Magnusson, âgé de seulement 13 ans. Cette union avait été prévue le 25 juillet 1280 par un traité signé à Roxburgh qui fixait le montant de la dot de la princesse à 14 000 marks. En Norvège, elle devait recevoir les revenus de domaines pour 1 400 marks. Le traité prévoyait en outre une clause qui devait sembler totalement hypothétique mais qui devait entrer en vigueur en 1286. Les futurs enfants du roi Eirik II bénéficieraient de droits de succession au trône d'Écosse si le roi Alexandre III mourait sans héritiers légitimes.
La tradition folklorique norvégienne et les chroniqueurs écossais soulignent les efforts de cette princesse cultivée âgée de 20 ans nommée par ses nouveaux sujets « Margrete Aleksandersdotter », mariée à un jeune garçon de 13 ans qu'elle tente malgré l'influence de la reine mère Ingeborg Eriksdotter (morte en 1287) d'éduquer en lui enseignant l'anglais, le français et en lui inculquant les bonnes manières dans le choix de ses vêtements et sa façon de se tenir à table !
Malgré le jeune âge d'Eirik, le mariage intervient à Bergen  le 31 août 1281 en présence de l'archevêque Jon Red et d'une grande assemblée d'ecclésiastiques, de seigneurs séculiers et de nobles écossais. L'union semble avoir été consommée rapidement car la reine meurt à Tønsberg dès le 9 avril 1283 en donnant naissance à une fille nommé Marguerite, laissant son époux veuf à moins de 15 ans. La reine Marguerite d'Écosse est inhumée dans l'église du Christ de Bergen.
Sa fille, Marguerite Ire d'Écosse surnommée « The Maid of Norway » (c'est-à-dire : la Jeune fille de Norvège), deviendra l'unique héritière de son grand-père le roi Alexandre III d'Écosse après la mort de son oncle le prince héritier Alexandre le 29 janvier 1284.